# Klaus (película)
Klaus (conocida en Hispanoamérica como La leyenda de Klaus) es una película española de animación, escrita y dirigida por Sergio Pablos en su debut como director. El argumento está centrado en una visión alternativa de la leyenda de Papá Noel a través de las experiencias de Jesper, un cartero destinado en contra de su voluntad a una isla del círculo polar, quien se hace amigo de un misterioso carpintero llamado Klaus.
Fue estrenada en cines el 8 de noviembre de 2019 y está disponible a nivel mundial en la plataforma Netflix desde el 15 de noviembre del mismo año. Klaus ha ganado siete premios Annie, entre ellos el de mejor película animada, y estuvo nominada al Óscar a la mejor película de animación de 2019.

## Argumento
Jesper es un joven de familia acomodada a quien su padre, responsable del servicio de correos, trata de convertir en un hombre de provecho inscribiéndole en la academia postal. A pesar de ello sigue mostrando una actitud apática y se niega a aprender el oficio, por lo que su padre decide destinarlo a Smeerenburg, un pueblo ubicado en una remota isla del círculo polar ártico, para abrir una oficina de correos. Además de ir allí en contra de su voluntad, se le impone una misión: deberá entregar 6000 cartas en un año o de lo contrario será desheredado.
Al llegar a la isla, Jesper descubre que en Smeerensburg nunca se han intercambiado cartas porque sus habitantes pertenecen a dos clanes, los Ellingboe y los Krum, que viven enfrentados desde tiempos inmemoriales. Sin embargo, todo cambiará después de conocer a Klaus, un misterioso carpintero que vive aislado en una cabaña repleta de juguetes que él mismo ha fabricado, y a Alva, una pescadera que antes había sido maestra de escuela.
Después de que Klaus encuentre el dibujo de un niño entristecido porque su padre no le deja salir de casa, busca a Jesper y le obliga a entregar un regalo misterioso por la noche: una rana de juguete que tenía en su almacén. Tras recibir este obsequio, los demás niños del pueblo visitan al cartero pidiéndole más juguetes y Jesper lo aprovecha para impulsar el envío de cartas que le permitan conseguir su objetivo, utilizando tanto los regalos de Klaus como las enseñanzas de Alva. Los distintos actos de generosidad que se suceden terminarán por transformar el pueblo entero, aunque los líderes de los clanes enfrentados quieran impedirlo.

## Historia
El creador de Klaus es el animador español Sergio Pablos, quien previamente había trabajado como diseñador en varias películas de Walt Disney Animation en su etapa de renacimiento  —A Goofy Movie, El jorobado de Notre Dame, Hércules y Tarzán—, y también había producido la cinta hispanoargentina Metegol, siendo además el creador de la historia que inspiró la saga de Mi villano favorito. En la década de 2000 había fundado su propio estudio de animación, The SPA Studios, junto con su esposa Marisa Román.
Pablos ideó en 2010 un proyecto de película hecha con animación tradicional y basada en los orígenes de la leyenda de Papá Noel. Para distinguirla de otras producciones similares se centró en la texturización y en la iluminación volumétrica, tanto de los personajes como de los fondos, que otorgaban al conjunto una sensación tridimensional.
En 2015 presentó un adelanto en varios festivales de animación para atraer inversores. Después de que varios estudios rechazaran financiarla por considerarla «demasiado arriesgada», se terminó llegando a un acuerdo de producción con Atresmedia Cine, y en noviembre de 2017, Netflix se hizo con los derechos de distribución a nivel mundial. Si bien Netflix ya había producido varias series de animación, Klaus era la primera película exclusiva de este medio en su catálogo.
Klaus se exhibió por primera vez en el Festival Internacional de Annecy de 2019, y se acordó su estreno en algunas salas de cine el 8 de noviembre de 2019, con el objetivo de que pudiera ser preseleccionada a los Premios Óscar. Finalmente, el 15 de noviembre del mismo año fue estrenada a nivel mundial en Netflix.
La película ha ganado siete premios Annie y un premio BAFTA; en ambos se llevó el galardón a la mejor película de animación de 2019. También estuvo nominada a dos premios Goya y al Óscar a la mejor película de animación, siendo el segundo título español en optar a ese reconocimiento después de Chico y Rita.

## Temática
Klaus adapta la leyenda de Papá Noel a un universo realista donde esta figura surge desde cero. Para escribir el guion, Sergio Pablos tomó los distintos elementos que conforman la tradición y quiso reinventarlos sin elementos mágicos ni tópicos del cine navideño. De este modo, todas las acciones se explican a través de las experiencias del elenco de personajes y de la tradición oral, especialmente los actos de generosidad desinteresada.
La motivación de Klaus para repartir juguetes es casual: al encontrarse el dibujo de un niño entristecido que Jesper había perdido, el carpintero decide contactar con el cartero y le obliga a entregar uno de los juguetes que tenía en su almacén. En el transcurso de la película se establecen también la relación entre personajes, el origen del traje rojo, los renos del trineo, y por qué Klaus había fabricado tantos juguetes a lo largo de su vida.
En un primer momento el protagonista iba a ser un humilde deshollinador, pero Pablos consideró que no funcionaba a la hora de transmitir los valores del altruismo. De este modo decidió cambiarlo por Jesper, un joven egoísta cuya personalidad evoluciona a raíz de los actos bondadosos que se suceden. El hecho de que sea un cartero se debe a las cartas que los niños escriben a Papá Noel para pedirle regalos, pero también es una metáfora de la importancia que la carta siempre ha tenido en la comunicación entre personas.
Uno de los aspectos más destacables de la película son los personajes del pueblo lapón, que en el guion terminan siendo los acompañantes de Klaus. Pablos decidió incluirlos como un elemento distintivo de la cultura escandinava, pues no podía utilizar los tradicionales elfos. Durante el rodaje decidió que solo hablasen en lengua sami sin subtítulos para reforzar el choque cultural de Jesper en su nuevo destino; la principal figura sami, Margu, fue interpretada por una niña de Tromsø que solo sabía hablar en lapón.
Para crear la ciudad donde transcurre la historia, Pablos se inspiró en el asentamiento real de Smeerenburg en el archipiélago noruego de Svalbard. Este lugar, hoy abandonado, estuvo habitado en siglo XVII por neerlandeses y daneses que se dedicaban a la pesca de ballenas.

## Producción
La mayor parte de Klaus se hizo desde la sede de SPA Studios en Madrid, con un equipo multinacional formado por más de 250 personas. Además de Pablos y Román, la película contó con un equipo de producción integrado por Jinko Gotoh (El principito, The Lego Movie 2), Matthew Teevan (El libro de la vida) y Mikel Lejarza Ortiz (Planeta 51, La isla mínima), entre otros. Los directores fueron Sergio Pablos y Carlos Martínez López, mientras que la banda sonora le fue confiada al compositor Alfonso González Aguilar.
Todo el proceso se hizo con animación bidimensional dibujada sobre soporte digital, usando el software Toon Boom Harmony. En la iluminación volumétrica se recurrió al estudio francés Les Films Du Poisson Rouge, propietario de la tecnología con la que todo el equipo trabajó. Klaus contó con una subvención del Centro Nacional del Cine y la Imagen Animada de Francia (CNC).

## Actores de voz
La película fue doblada originalmente en inglés con algunos diálogos en lapón. Netflix confirmó en los roles protagonistas a Jason Schwartzman (Jesper), J.K. Simmons (Klaus) y Rashida Jones (Alva), además de las colaboraciones de Joan Cusack y Norm MacDonald, entre otros.
Hay dos versiones en idioma español, y en ambos casos los protagonistas recayeron en artistas conocidos para el gran público antes que en actores de voz especializados. En la versión para España corresponden a Quim Gutiérrez como Jesper, Luis Tosar como Klaus y Belén Cuesta como Alva. Mientras que en la versión para Hispanoamérica las voces principales les fueron confiadas a Sebastián Yatra, Joaquín Cosío y Cecilia Suárez, respectivamente.

## Premios y nominaciones

### Premios Óscar
| Año  | Categoría                   | Nominado                    | Resultado  |
| ---- | --------------------------- | --------------------------- | ---------- |
| 2019 | Mejor película de animación | Mejor película de animación | Nominación |

### Premios Annie
| Año  | Categoría                    | Nominado                            | Resultado |
| ---- | ---------------------------- | ----------------------------------- | --------- |
| 2019 | Mejor película de animación  | Mejor película de animación         | Ganadora  |
| 2019 | Mejor dirección de película  | Sergio Pablos                       | Ganador   |
| 2019 | Mejor guion gráfico          | Sergio Pablos                       | Ganador   |
| 2019 | Mejor animación de personaje | Sergio Martins                      | Ganador   |
| 2019 | Mejor diseño de personaje    | Torsten Schrank                     | Ganador   |
| 2019 | Mejor diseño de producción   | Szymon Biernacki, Marcin Jakubowski | Ganador   |
| 2019 | Mejor edición                | Pablo García Revert                 | Ganador   |

### Premios BAFTA
| Año  | Categoría                   | Nominado                    | Resultado |
| ---- | --------------------------- | --------------------------- | --------- |
| 2020 | Mejor película de animación | Mejor película de animación | Ganador   |

### Premios Goya
| Año  | Categoría                   | Nominado                    | Resultado  |
| ---- | --------------------------- | --------------------------- | ---------- |
| 2020 | Mejor película de animación | Mejor película de animación | Nominación |
| 2020 | Mejor canción original      | «Invisible»                 | Nominación |